# Stefan Wiechecki

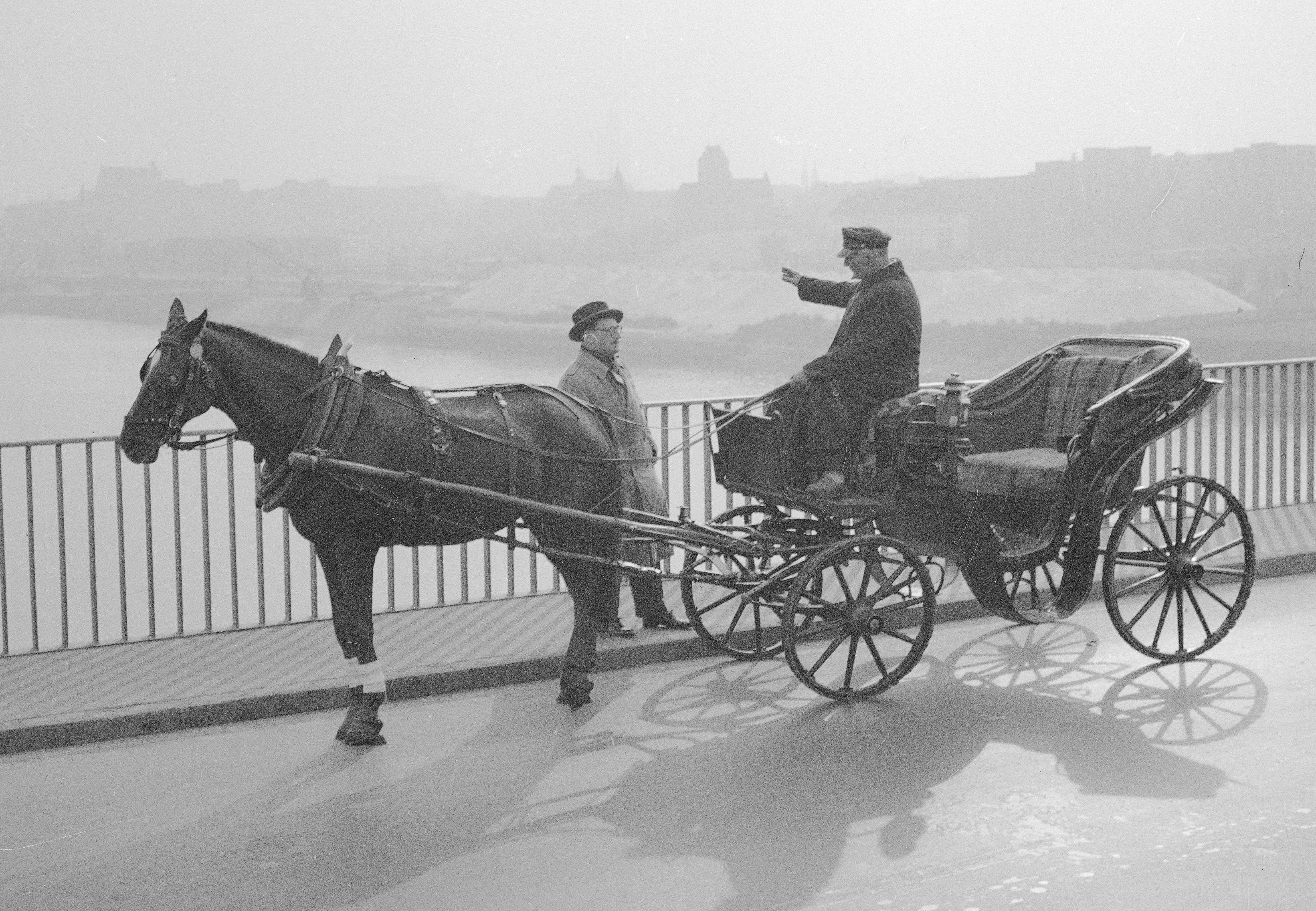
Stefan Wiechecki rozmawiający z dorożkarzem (1960)

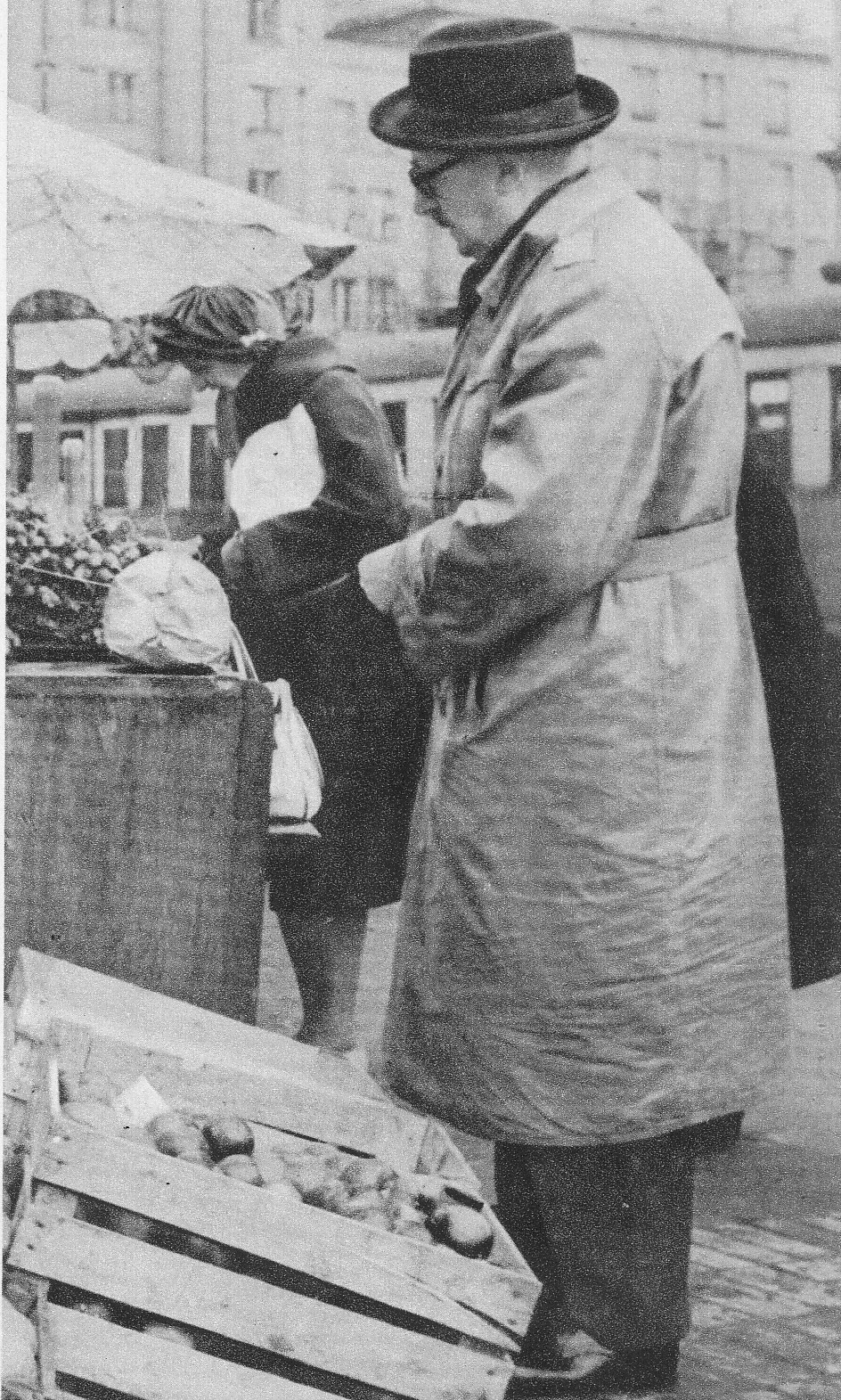
Na zakupach, lata 60.

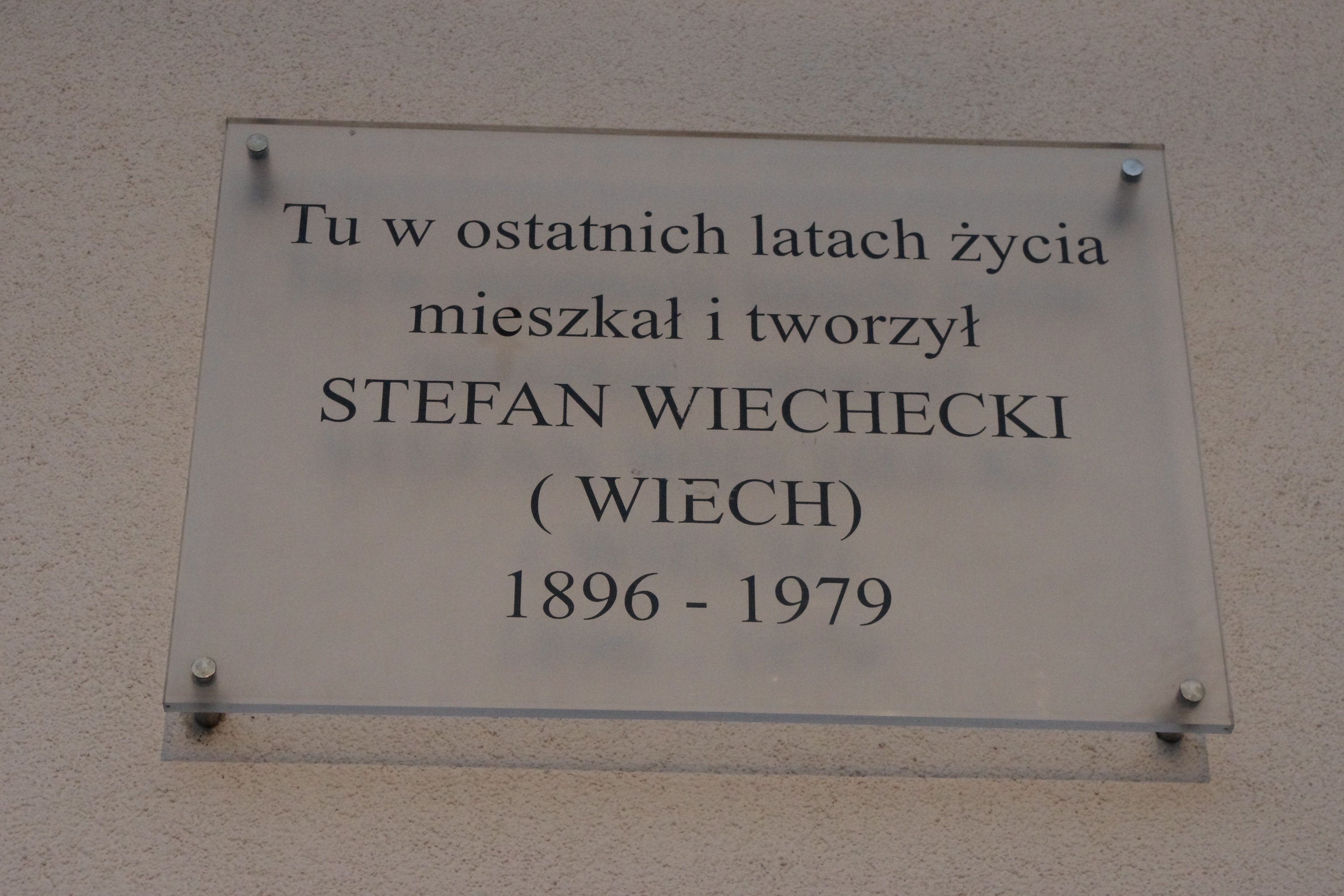
Tablica upamiętniająca pisarza Stefana Wiecheckiego na domu przy ul. Stalowej 1 w Warszawie, gdzie mieszkał i tworzył do maja 1939 (a nie, jak sugeruje tablica, do śmierci)

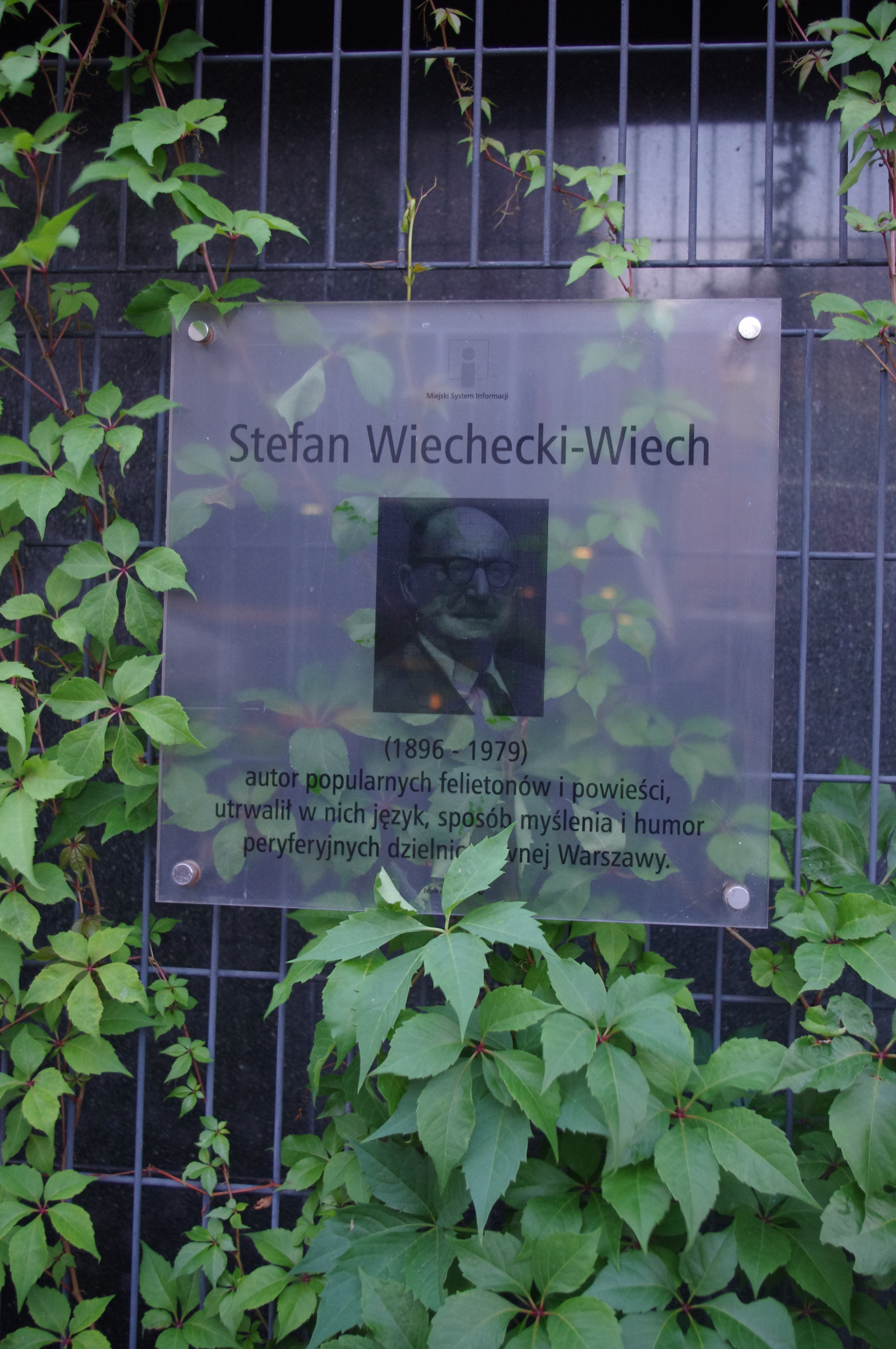
Tablica na stołecznym pasażu Stefana Wiecheckiego „Wiecha”

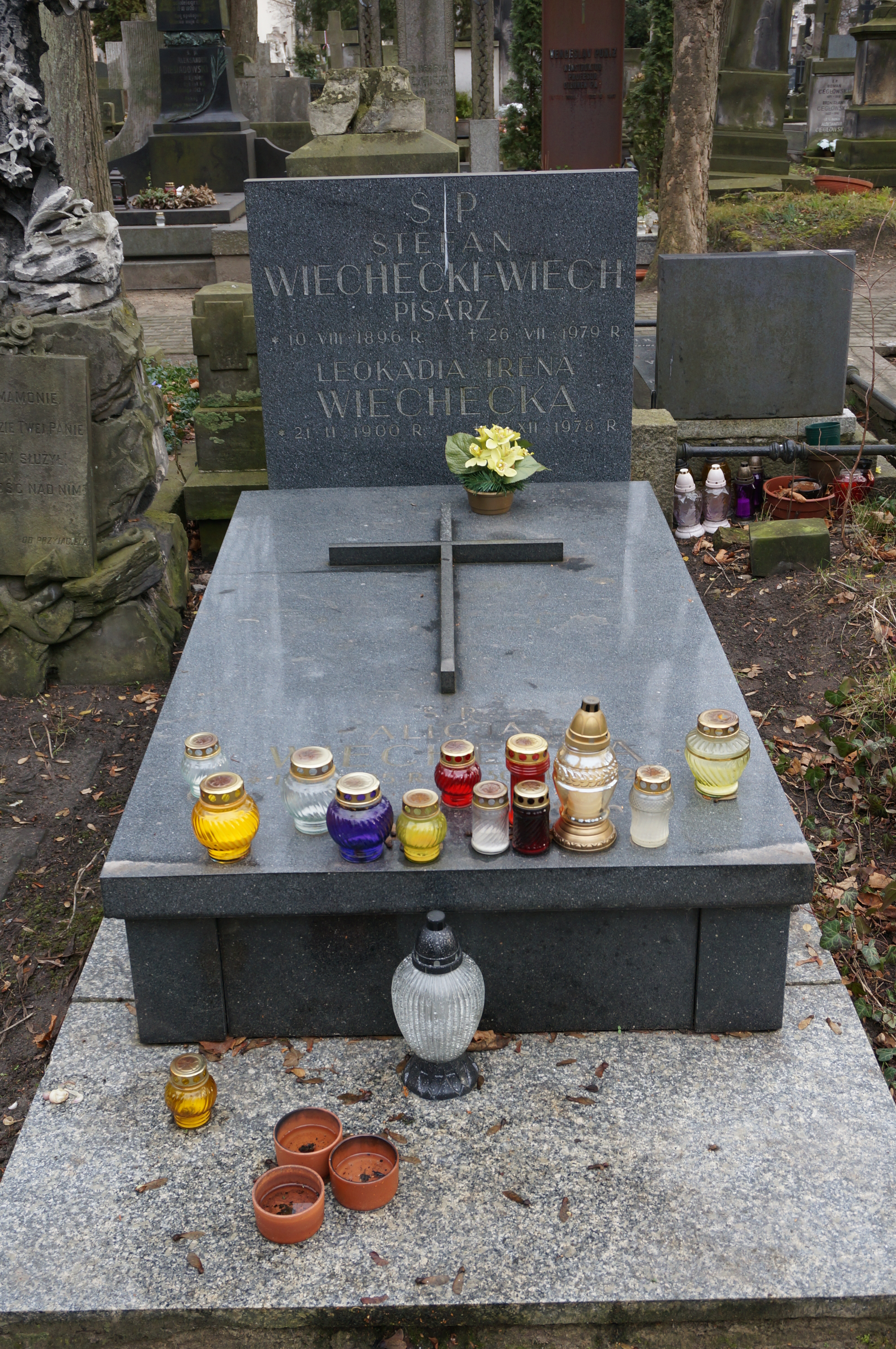
Grób Stefana Wiecheckiego na cmentarzu Powązkowskim w Warszawie

Stefan Wiechecki, ps. Wiech (ur. 10 sierpnia 1896 w Warszawie, zm. 26 lipca 1979 tamże) – polski prozaik, satyryk, publicysta i dziennikarz.
Autor uznawany jest za uosobienie warszawskości z uwagi na swoją twórczość pisaną stylem gwarowym, nazwanym wiechem. Najbardziej znane są jego felietony, z którymi jego postać jest kojarzona. Nazywany Homerem warszawskiej ulicy. 

## Życiorys
Urodził się 10 sierpnia 1896 w Warszawie na Woli jako jeden spośród dziesięciorga dzieci Teodora Wiecheckiego, właściciela sklepu wędliniarskiego przy ul. Marszałkowskiej, i Ludwiki z Czarniawskich .
Po zdaniu w 1916 roku matury w Gimnazjum Wojciecha Górskiego w Warszawie, prawdopodobnie wstąpił do I Brygady Legionów Polskich pod dowództwem Józefa Piłsudskiego . Od 13 stycznia 1917 służył jako ułan w 3. szwadronie 2 Pułku Ułanów Legionów Polskich . W 1918 roku wrócił do cywila i jako Stefan Gozdawa (pseudonim wzięty z Rodziewiczówny) grywał w różnych teatrach – w sumie kilkanaście ról. W 1920 brał udział w wojnie polsko-bolszewickiej w 2 pułku ułanów i przy jego dowódcy pełnił funkcję adiutanta w stopniu wachmistrza. Odznaczony Krzyżem Walecznych.
W 1923 roku został rzecznikiem prasowym Polskiego Czerwonego Krzyża i ożenił się z Leokadią Fałdowską. Porzucił pracę rzecznika i w latach 1924–1926 był dyrektorem Teatru Popularnego na Woli u zbiegu ulic Wolskiej i Młynarskiej, w pobliżu Kercelaka. Teatr – finansowany przez ojca Wiecheckiego – ostatecznie upadł. Przez wiele lat Wiecheccy mieszkali w pobliżu Kercelaka; miejsca, w którym stykały się gwary z całego miasta, których językoznawcy dla przedwojennej Warszawy wyodrębnili co najmniej pięć.
Po upadku teatru „Wiech” odbył staż reporterski w „Kurierze Warszawskim” oraz „Kurierze Czerwonym” (od 1932 gazeta nosiła tytuł „Dobry Wieczór! Kurier Czerwony”), gdzie został sprawozdawcą sądowym. Sprawozdania pochodziły ze śródmiejskich sądów grodzkich. W wyniku tej pracy jego twórczość ewoluowała i pojawił się charakterystyczny dla Wiecha styl gwarowy.
W okresie międzywojennym dziennikarstwo nie było podstawą utrzymania Wiecheckiego. Prowadził też sklep ze słodyczami znanej warszawskiej firmy „Fuchs i Synowie” w centrum Nowej Pragi na rogu ulic Stalowej, Inżynierskiej i 11 Listopada, pod adresem ul. Stalowa 1 (gdzie również, na trzecim piętrze, mieszkał).
Według niepotwierdzonych informacji, podczas powstania warszawskiego publikował w staromiejskim dzienniku „Powstaniec”.
Po wojnie Wiechecki pisał felietony do „Życia Warszawy” i „Kuriera Codziennego”, a następnie do „Expressu Wieczornego”, któremu Wiech pozostał wierny aż do śmierci.
Wszystkie jego utwory objęte były w 1951 roku zapisem cenzury w Polsce, podlegały natychmiastowemu wycofaniu z bibliotek.
Był autorem popularnych felietonów pisanych gwarą warszawską, przedstawiających w satyrycznym świetle mieszkańców Warszawy, a po II wojnie światowej i zagładzie miasta, mieszkańców warszawskich dzielnic: Targówka i Szmulowizny; w felietonach stworzył m.in. postać historyka amatora pana Teofila Piecyka oraz pana Walerego Wątróbki komentującego codzienne życie stolicy. Felietony, humoreski i reportaże Wiecha były wydawane również w zbiorach, m.in.: „Ja panu pokażę!” (1938), „Wiadomo – stolica!” (1946), „Helena w stroju niedbałem” (1949), „Ksiuty z Melpomeną” (1963), „Śmiech śmiechem” (1968), „Dryndą przez Kierberdzia” (1990).
Wiechecki przedstawił też swych bohaterów, choć nieco innych niż w felietonach, w powieści „Café »Pod Minogą«” (1957), i jej kontynuacji „Maniuś Kitajec i jego ferajna”(1960); jest również autorem wspomnień „Piąte przez dziesiąte” (1970). W 1959 został zrealizowany film Café »Pod Minogą« na motywach powieści pod tym samym tytułem.
Oprócz tych 2 powieści Wiech po wojnie napisał swoją interpretację historii Polski pt. „Helena w stroju niedbałem, czyli królewskie opowieści pana Piecyka”. Dla Polskiego Radia nagrał też swoje monologi i czytał swoje felietony.
Zmarł z powodu choroby serca. Został pochowany na cmentarzu Powązkowskim (kwatera 169-2-8).

## Krytyka twórczości
Po wojnie, w latach 50. i 60., Wiech był krytykowany przez polonistów Jana Błońskiego i Zygmunta Lichniaka za zaśmiecanie języka polskiego gwarą z przedmieść Warszawy. Z ostrą krytyką wystąpił także Jacek Bocheński na łamach „Życia Warszawy”. W obronie Wiecheckiego stanął profesor Bronisław Wieczorkiewicz. Sam autor zaś napisał ironiczny artykuł „Znakiem tego” zamieszczony w „Expressie Wieczornym”, ozdobiony rysunkiem Jerzego Zaruby. Na rysunku tym Wiech trzyma esej Bocheńskiego a Walery Wątróbka pokazuje go palcem ze słowami „Śmiej się pan z tego!”.
Tuwim nazywał Wiecha Homerem warszawskiej ulicy i warszawskiego języka. W „Kwiatach polskich” o Wiechu pisał tak: 

Potem to ślicznie Wiech uwieczniał,
z daleka więc do pana Wiecha
pełen wdzięczności się uśmiecham…
I cóż pan teraz uskutecznia?

Wiech nie posługiwał się czystą gwarą przypisaną którejś z przedwojennych dzielnic Warszawy, była to raczej jej mieszanka. Po wojnie, gdy gwara wyszła z użycia i stała się językiem martwym, Wiech nadal ją rozwijał. Dziś trudno już dociekać, co zostało przez Wiecha przetworzone, co jest prawdziwym wyrażeniem gwarowym, a co zostało przez niego wymyślone.

## Twórczość
Pierwszy zbiór opowiadań „Znakiem tego” Wiechecki wydał własnym sumptem, nikt nie był zainteresowany ich drukiem. Dopiero, gdy cały nakład rozszedł się w dwa tygodnie, znaleźli się chętni wydawcy. Wiech spotykał się z niezbyt przychylnym przyjęciem krytyków i literatów zarówno przed wojną, jak i w okresie powojennym. Przed wojną zaszufladkowano go jako felietonistę, po wojnie zaś gwara warszawska nie pasowała do miasta zasiedlonego przez przybyszów z całego kraju i została zakwalifikowana jako gwara peryferii Warszawy. Akcja przedwojennych felietonów Wiecha dzieje się prawie zawsze w Śródmieściu, po wojnie zaś na Targówku i Szmulkach, gdzie ocalały fragmenty autentycznego miasta i jego mieszkańców. W okresie przed wojną w twórczości Wiecha widać starania o odwzorowanie typów i zachowań ludzkich, po wojnie jego twórczość to stylizowana kronika Warszawy doby socjalizmu.
Już przed wojną powstała postać Teofila Piecyka, zwanego czasem Teosiem Piecykiem albo panem Piecykiem, i Walerego Wątróbki. W powojennych felietonach pojawiły się też inne fikcyjne postacie stereotypowych warszawiaków. Najczęściej przewijali się:
- Teofil Piecyk; w przedwojennych reportażach pojawiają się też imiona Euzebiusz, Antoni i Konstanty;
- Walery Wątróbka;
- Gienia Wątróbkowa – żona Walerego Wątróbki;
- szwagier Piekutoszczak – brat Gieni; jego imię – Feliks – występuje w utworach bardzo rzadko; w przedwojennych felietonach z cyklu „Walery Wątróbka ma głos” pojawiają się też imiona Leon i Teofil; Piekutoszczak to prawdopodobnie warszawska, gwarowa forma nazwiska Piekutowski;
- Maniuś Kitajec (Marian Kondracki);
- Piskorszczaki - bracia Piskorscy: Stanisław i Wacław "Szmaja";
- wuj Wężyk z Grójca i jego żona, ciotka Wężykowa;
- ciotka Kuszpietowska;
- Apolonia Karaluch.

## Dzieła
Do dziś Stefan Wiechecki nie doczekał się publikacji całości dorobku pisarskiego. Wśród jego dokonań wymieniane są:
- Zbiory opowiadań i felietonów:
  - Stefan Wiechecki, „Dzieła wybrane, czyli Wiech - śmiej się pan z tego. Tom I - wybór felietonów 1936–1939, Tom II - wybór felietonów 1946 – 1955”, PIW, Warszawa 1958;
  - „Znakiem tego” (1936), „Wysoka eksmisjo” (1937), „W ząbek czesany...” (1938), „Syrena w sztywniaku” (1938), „Ja panu pokażę!” (1938), „Piecyk i S-ka” (1939), „Wiadomo – stolica” (1945), „Spacerkiem przez Poniatoszczaka” (1946), „G jak Gienia” (1948), „Helena w stroju niedbałem, czyli królewskie opowieści pana Piecyka” (1948), „Z bukietem w ręku” (1949), „Do wyboru, do koloru” (1950), „Na perłowo” (1951), „Spokojna głowa” (1953), „Wiejskie wczasy” (1953), „Szafa gra” (1955), „Śmiej się pan z tego” (1956), „Zero do kółka” (1956), „Wariackie papiery” (1957), „Rodzina Mortusiaków” (1959), „Dryndą przez Kierbedzia” (1960), „Warszawa da się lubić” (1962), „Ksiuty z Melpomeną” (1963), „Wątróbka po warszawsku” (1965), „Wisła się pali” (1967), „Śmiech śmiechem” (1968), „Przez lufcik” (1972), „A to ci polka!” (1974).
- Powieści:
  - „Café »Pod Minogą«” (1957)
  - „Maniuś Kitajec i jego ferajna” (1960)
- Wspomnienia:
  - „Piąte przez dziesiąte” (1970)

W latach 2000–2015 Robert Stiller zebrał i zredagował do druku książkowego wszystkie możliwe do odnalezienia przedwojenne opowiadania, felietony i reportaże Wiecha, także te zebrane uprzednio w tomikach „Znakiem tego”, „Wysoka eksmisjo”, „W ząbek czesany...”, „Syrena w sztywniaku”, „Ja panu pokażę!” oraz „Piecyk i S-ka”. Tomik "W słoneczku. Jak przed wojną" zawiera reportaże Wiecheckiego z cyklu „Niedzielny reportaż Wiecha” oraz cztery felietony opublikowane w okresie od 1 do 5 września 1939 roku, które zamykają dorobek pisarski Wiecheckiego określany jako przedwojenny. Tomik ten został opracowany przez wydawnictwo już po śmierci Roberta Stillera. 
- Opowiadania przedwojenne:
  - „Bitwa w tramwaju” (2000), „Zakochany złodziej” (2000), „Mąż za tysiąc złotych” (2000), „Głowa spod łóżka” (2000), „Trup przy telefonie” (2001), „Skarby w spodniach” (2001), „W sidłach demona” (2001), „Fatalna czternastka” (2001), „Czaszka w rondlu” (2007), „Wytworny rzeźnik” (2008), „Pożycz mi rewolweru!” (2012), „Kusicielka w opałach” (2013).
- Felietony przedwojenne: 
  - „Walery Wątróbka ma głos” (2014)
- Reportaże przedwojenne:
  - „Jesień na Kercelaku” (2015)
  - „Odświętna butelka” (2015)
  - "W słoneczku. Jak przed wojną" (2025)

Równocześnie z edycją przedwojennych opowiadań, felietonów i reportaży Wiecha ukazuje się seria będąca wznowieniem opowiadań, felietonów, reportaży i monologów, które ukazały się w powojennych tomikach autora. Do 2020 roku ukazały się:
- „Ksiuty z Melpomeną” (2001)
  - edycja oparta na poszerzonym wydaniu z 1979 roku
- „Helena w stroju niedbałem czyli królewskie opowieści pana Piecyka” (2002)
- „Wiadomo-stolica” (2011)
  - książka zawiera twórczość zebraną uprzednio w tomikach „Wiadomo-stolica” oraz „G jak Gienia”
- „Pantofelki z flądry” (2011)
  - książka zawiera twórczość zebraną uprzednio w tomikach „G jak Gienia”, „Z Bukietem w ręku” oraz „Do wyboru do koloru”
- „Koza w kagańcu” (2012)
  - książka zawiera twórczość zebraną uprzednio w tomikach „Na perłowo” oraz „Spokojna głowa”
- „Szafa gra” (2013)
  - książka zawiera twórczość zebraną uprzednio w tomiku „Szafa gra”
- „Wariackie papiery” (2017)
  - książka zawiera twórczość zebraną uprzednio w tomikach „Szafa gra”, „Wariackie papiery” oraz „Zero do kółka”
- „Rodzina Mortusiaków” (2017)
- „Wątróbka po warszawsku” (2018)
- „Wisła się pali” (2018)
- „Niejaki komputer” (2019)
  - książka zawiera twórczość zebraną uprzednio w tomiku „Śmiech śmiechem”
- „A to ci Polka!” (2019)
  - książka zawiera twórczość zebraną uprzednio w tomiku pod tym samym tytułem
  - „Koncert na sikawkę” (2020)
  - książka zawiera twórczość zebraną uprzednio w tomiku „Przez lufcik“

Z powyższej edycji wyłączono jedynie opowiadania będące dubletami – Wiech niekiedy zmieniał nieznacznie treść któregoś ze starszych opowiadań i tak przekształcone dawał do ponownego druku.
W 1990 roku ukazał się zbiór przedwojennych opowiadań Wiecha o tematyce żydowskiej pt. „Koszerny kozak czyli opowiadania żydowskie”. Całość twórczości Wiecha o tematyce żydowskiej zawierają tomiki: „Mąż za tysiąc złotych”, „Głowa spod łóżka”, „Trup przy telefonie”, „Skarby w spodniach”.
Publikował też pod nazwiskiem Stefan Gozdawa - sztuki teatralne:
– „Porucznik pierwszej brygady: Sztuka w 3 aktach, osnuta na tle dziejów polskiej organizacji strzeleckiej i legjonowych bojów w czasie wojny światowej” (wydana pod nazwiskiem Stefan Gozdawa-Wiechecki, Lwów, Spółka Nakładowa Odrodzenie BR. (CA. 1923) - wg innych źródeł rok I wydania 1929) 
– „Bitwa pod Radzyminem czyli śmierć ks. Skorupki: Sztuka narodowa w 3 aktach” (rok wydania ????)
Felieton na zamówienie:
– „To będzie dzielnica” - opowiadanie w wydawnictwie „Praga Północ 1964–1968” wydanym przez Prezydium DRM (nakład 3000)
I na koniec „białe kruki” - informacji o tych pozycjach nie znajdzie się w żadnym opisie poświęconym Wiechowi:
– „Syrena w sztywniaku” (zawierający zbiory „Syrena w sztywniaku” i „Wysoka eksmisjo”). Nowy York, 1944, Roy Publishers. Przeznaczone dla więźniów obozów (pieczęć „War Prisoners AID. World;s Committee YMCA, Geneva, Switzerland” oraz pieczęć „11278 US. CENSOR”) i żołnierzy polskich walczących na froncie zachodnim (pieczęć „D-two 4 kompanii zaopatrywania H.Q. 4 Coy Polish A.S.C.”). Okładka sztywna - zielona.
– „Wysoka eksmisjo”. Londyn, 1945, Kiosk Ogniska

## Ordery i odznaczenia
- Order Sztandaru Pracy II klasy[10]
- Krzyż Komandorski Orderu Odrodzenia Polski (11 lipca 1955)[11]
- Krzyż Oficerski Orderu Odrodzenia Polski[10]
- Krzyż Kawalerski Orderu Odrodzenia Polski (22 lipca 1952)[12]
- Krzyż Walecznych
- Medal Niepodległości (29 grudnia 1933)[13]
- Srebrny Krzyż Zasługi[10]
- Srebrny Wawrzyn Akademicki (4 listopada 1937)[14]
- Medal 10-lecia Polski Ludowej (12 stycznia 1955)[15]
- Odznaka 1000-lecia Państwa Polskiego (1967)[16]

## Pamięć o Wiechu
W 1990 ukazała się biografia Stefana Wiecheckiego „Nad szarej Wisły brzegiem... Książka o Stefanie Wiecheckim-Wiechu” Tadeusza Wittlina.
Imieniem Wiecha został w roku 2006 nazwany pieszy pasaż w Śródmieściu Warszawy, a na domu przy ul. Stalowej 1 znajduje się tablica go upamiętniająca. Imieniem Wiecheckiego nazwano jeden z parków na Targówku, istnieje też ulica Teofila Piecyka, jednego z bohaterów wymyślonych przez Wiecha, nazwana tak jeszcze za życia autora.
W 2019 roku ukazała się bogato ilustrowana opowieść biograficzna Stefana Wiecheckiego „Ech, panie Wiech!” autorstwa Janusza Dziano i Danuty Koper.
Stefana Wiecheckiego upamiętnia jedna z tablic Praskiej Galerii Sław wmurowanych w chodnik ul. Stalowej w 2017 roku.
W 2024 ukazała się biografia Stefana Wiecheckiego "Wiech: alchemik uśmiechu" Joanny Bachaczek-Trąbskiej.

## Adaptacje prozy Wiecha
W 1956 Zespół Filmowy Iluzjon wyprodukował film pn. „Cafe Pod Minogą” na podstawie powieści „Wiecha” pod tym samym tytułem. To komedia obyczajowa, ukazująca – w specyficznym wiechowskim ujęciu – mieszkańców Warszawy, walczących w latach okupacji z wrogiem i niosących pomoc ciemiężonym rodakom. Scenariusz: Bronisław Brok, Stefan Wiechecki „Wiech”. Reżyseria: Bronisław Brok. Obsada: Adolf Dymsza, Wacław Jankowski, Włodzimierz Skoczylas, Feliks Chmurkowski, Stefania Górska, Krystyna Kołodziejczyk, Bolesław Płotnicki, Hanka Bielicka i inni.
W 1996 Telewizja Polska wyprodukowała spektakl pn. „Tramwaj w konfiturach”, w dwóch częściach: „Jesień–zima” oraz „Wiosna–lato” na podstawie felietonów „Wiecha” z lat 30. XX wieku. Akcja rozgrywa się w tramwaju, w którym typowi bohaterowie wiechowszczyzny spierają się i wadzą, lub dyskutują o imponderabiliach. Scenariusz i reżyseria: Tadeusz Pawłowicz. Obsada: Hanka Bielicka, Irena Kwiatkowska, Bogdan Baer, Damian Damięcki, Krzysztof Kowalewski.
W 2000 Telewizja Polska wyprodukowała dokument inscenizowany pn. „Wiech moja miłość”. Film jest hołdem dla Pana Piecyka, granego przez Zbigniewa Zamachowskiego. W widowisku przechodzi on metamorfozę – od dziecka do wieku męskiego, a nawet dalej „w smugę cienia”. Uosabia jednocześnie samego „Wiecha” i wyraża jego punkt widzenia, poglądy, doznania i uczucia. Oddaje również pełnię geniuszu wiechowskiego humoru, życzliwie kreślącego ludzi z ich przywarami i słabościami. Scenariusz i reżyseria: Józef Gębski. Obsada: Zbigniew Zamachowski, Brian Scott, Natalia Gębska, Józef Gębski.
W 2017 Wydawnictwo Fundacji Animacja opublikowało komiks pn. „Praga Gada. O międzywojniu” adaptujący nie tylko autentyczne relacje najstarszych mieszkańców warszawskiej Pragi, pamiętających II RP, ale także trzy felietony „Wiecha” z lat 30. XX wieku. Połączone zostały one w jedną nowelę graficzną o tytule „Ciuchcia Wiecha”. Komiks zawiera 6 nowel graficznych o tytułach: „Bohaterski miś, Kredki, Anioł ze zdjęcia, Melon, Trzeci stopień oddalenia, Ciuchcia Wiecha, Farmazoniarz, Git-Ptaki.” Scenariusz: Przemysław J. Olszewski. Mieczysław Gajda, Nikola Kucharska. Projekt okładki: Przemysław J. Olszewski. Rysunki komiksowe: Alberto Pagliaro, Tony Sandoval, Mirosław Urbaniak, Daniel Baum, Nikola Kucharska.
W 2018 Wydawnictwo Fundacji Animacja opublikowało komiks adaptujący ponad 20 felietonów „Wiecha” z lat 30. XX wieku pn. „Praga Gada Wiechem raz!" Komiks zawiera tekst krytyczny o fenomenie twórczości prozaika i gwarze warszawskiej autorstwa Przemysława J. Olszewskiego, biografię „Wiecha” autorstwa Janusza Dziano oraz komentarze żyjących w 2018 r. seniorów (pokolenie 90+) pamiętających debiut literata, klimat międzywojennej Warszawy i folklor warszawskiego proletariatu. Komiks podzielony jest na 6 nowel graficznych o tytułach: „Kominiarski kanarek, Walery Wątróbka ma głos, Sardynki tańsze, O honor rodu, Do chrzanu Bielany, Bohaterski miś II". Scenariusz i projekt okładki: Przemysław J. Olszewski. Rysunki komiksowe: Alberto Pagliaro, Tony Sandoval, Mirosław Urbaniak, Sławomir Kiełbus.
W 2018 Wydawnictwo Fundacji Animacja opublikowało słuchowisko pn. „Praga Gada Wiechem” z audiofonicznymi interpretacjami 18 felietonów „Wiecha” wykorzystanymi również w komiksie „Praga Gada Wiechem raz!”. Głosu użyczyli współcześni mieszkańcy warszawskiej Pragi i Targówka, znający z autopsji właściwą intonację i frazowanie wyrażeń gwarowych, w wieku od 17 do 80 lat.